# NGC 4186
NGC 4186 é uma galáxia espiral (Sab) localizada na direcção da constelação de Coma Berenices. Possui uma declinação de +14° 43' 33" e uma ascensão recta de 12 horas, 14 minutos e 06,4 segundos.
A galáxia NGC 4186 foi descoberta em 1877 por Ernst Wilhelm Leberecht Tempel.